# Hong Kong en los Juegos Olímpicos de Salt Lake City 2002
Hong Kong estuvo representado en los Juegos Olímpicos de Salt Lake City 2002 por dos deportistas femeninas que compitieron en patinaje de velocidad en pista corta.
La portadora de la bandera en la ceremonia de apertura fue la patinadora de velocidad en pista corta Cordia Tsoi. El equipo olímpico hongkonés no obtuvo ninguna medalla en estos Juegos.